# Conquête de la Sardaigne par les Aragonais
 (février 2007).
Batailles
Prise de Villa di Chiesa (juin 1323 - février 1324) · Bataille de Lucocisterna (février 1324) · Bataille du golfe de Cagliari (décembre 1325) · Bataille de Stampace (janvier 1326)
La conquête de la Sardaigne par les Aragonais est une opération diplomatique et militaire qui permet au royaume d'Aragon et Catalogne, en 1324 de s'emparer de la Sardaigne, jusqu'alors sous la domination des cités-États de Pise et de Gênes.

## Contexte

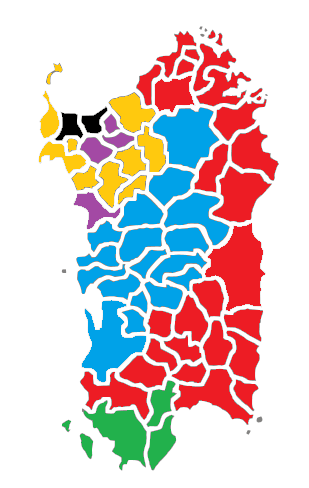
Situation politique en Sardaigne au début du 14e siècle, juste avant l'invasion aragonaise :
République de Pise
Doria
Commune de Sassari
Della Gherardesca
Malaspina
Judicat d'Arborée

L'histoire de la Sardaigne est marquée, au moins depuis l’an 1200, par la rivalité entre les puissances maritimes de Gênes et Pise, alternant des intrigues, des conspirations et des révoltes locales. Le 6 août 1284, lors de la bataille navale de la Meloria, la flotte de Gênes commandée par Oberto Doria l’emporte sur celle de Pise aux ordres d’Alberto Morosini. Cette date marque le déclin de l'influence de Pise qui ne conserve plus qu’une petite partie du sud de l'île. Quoi qu’il en soit, Gênes et Pise continuent de dominer l'économie et les relations extérieures de la Sardaigne bien que quelques villes sardes conservent un statut de communes libres : Viladesglésies (Iglesias), Cagliari, Sassari, Castelgenovese (Castelsardo). 
En 1285, après la conquête de la Sicile par Pierre III d'Aragon et la croisade du roi de France en Catalogne, ni le pape, ni le roi de France, ni le roi de Naples n’acceptent que la couronne d'Aragon garde le contrôle de la Sicile. En 1295, par le traité d'Anagni, supervisé par le pape Boniface VIII, le roi Jacques II d'Aragon, fils de Pierre III, abandonne le pouvoir en Sicile ; en échange, le pape lui accorde le royaume de Sardaigne et de Corse. Mais les Siciliens refusent ce traité et proclament roi le dernier fils de Pierre III, Frédéric II, ce qui amène une reprise des hostilités.
Rapidement, Gênes et Pise, s'appuyant sur quelques familles sardes, rejettent l’acte de donation promulgué par le pape. Le roi Jacques II d'Aragon comprend qu'avant de mettre la main sur la Sardaigne, il doit s’assurer une paix solide et durable avec ses voisins : le royaume de Castille, le royaume de France, le royaume musulman de Grenade, le sultanat hafside de Tunis et les petits émirats d’Afrique du Nord.

## Préparatifs
Frère Frédéric de Fulgenci adresse une lettre au roi Jacques II d'Aragon, dans laquelle il explique comment les Sardes sont volés et spoliés par les grandes familles pisanes et génoises, les Visconti, Donaratico, Doria, etc., qui accaparent les richesses de l'île : mines d’argent, sel, blé, corail, olives, huile, etc. ; les exportations échappent également aux Sardes. L’auteur de la lettre soutient que l’île est devenue une colonie d’exploitation et que ses habitants ont les yeux tournés vers Jacques II et les Catalans, seuls capables grâce à sa puissance, de sortir les Sardes de cette situation déplorable. La peur empêche les nobles et les bourgeois de se révolter. Ainsi, à Cagliari, un habitant qui a osé s’écrier « Ne déplaise au diable que les Catalans viennent ! » a été arrêté par les Pisans, sa tête plantée sur une pique et portée tout autour de la ville.
Jacques II dépêche Vidal de Vilanova qui rencontre Ugone II d'Arborée, le plus puissant seigneur de l'île, en 1322. Voilà son message : « si vous soutenez le camp catalan, le roi vous promet, dès la victoire acquise, des avantages et des privilèges. » Le secret est bien gardé : aussi bien les Génois que les Pisans, pourtant sur place dans l’île, sont persuadés qu'Ugone II reste leur allié.
Du côté catalan, la situation internationale s’est éclaircie, permettant une expédition militaire. En 1321, Jacques II convoque les Cortes d'Aragon à Gérone. Dans son discours d’ouverture face aux députés, il roi expose le projet. Son cousin et allié temporaire, le roi Sanche de Majorque, offre vingt galères armées à ses frais, deux cents hommes à cheval et des fantassins, pour quatre mois, plus un prêt de 25 000 livres. Sanche était parfaitement au courant de l’entreprise ; son ambassadeur Guillem de Saguàrdia, baron de Canet en Roussillon, avait préparé les entretiens avec Jacques II à Barcelone. Le roi récompensera Guillem de son concours en transformant sa baronnie en vicomté, faisant de lui le premier vicomte de Canet.
Le chroniqueur Ramon Muntaner raconte la suite des débats : « Après cette offre du seigneur roi de Majorque, tous les riches hommes, toutes les cités, tous les évêques, archevêques, abbés, prieurs, offrirent aussi d’aider Jacques II ; et ainsi les secours que le seigneur roi trouvait en Catalogne furent si considérables que c’est merveille. Il vint aussi en Aragon où on lui fit de pareilles offres ; puis, dans le royaume de Valence, où on en fit tant autant ».
Le roi Sanche de Majorque lance la construction ou l’aménagement de galères et de bateaux à Palma de Majorque et à Collioure ; il organise la cavalerie et les autres troupes ; il ouvre des bureaux de recrutement pour les volontaires en indiquant, qu’aussitôt les galères construites, les hommes seront tenus pour enrôlés et seront alors rémunérés.
La flotte de Sanche de Majorque est fin prête, commandée par Hugues de Tatzó, elle est concentrée à Mahon, le port de Minorque. Celle de Valence et celle de Barcelone ont jeté l’ancre au port de Fangòs, le port de Tortosa situé sur l'Èbre. La flotte se rassemble le 31 mai 1323, sous le commandement de l'infant primogènit Alfonse, fils aîné de Jacques II, alors âgé de vingt-quatre ans. Toujours selon Muntaner, au moment du départ, le roi s’approche de lui et prononce : « Fils, je vous donne notre ancienne bannière du principat de Catalogne qui possède un singulier privilège qu’il faut que vous lui conserviez. Elle est sans tache aucune et scellée avec une bulle d’or ; jamais en champ clos, elle ne fut ni vaincue ni mise en déroute et cela par la grâce particulière de Dieu et la grande fidélité de nos sujets... ». Et entre conseils et recommandations, le roi stimule son fils pour qu’il se conduise comme un valeureux chevalier : « Fill, com serets en la batalla, ferits primer esforçadament e poderosa ; o morir o vençre, o vençre o morir, o morir o vençre ».
L'infant Alphonse, avec son épouse Thérèse d'Entença, embarque sur la Sancta Eulàlia, barque qui le conduit sur la « coca ». Enfin, l’amiral Francesc Carròs donne le départ. Deux cent cinquante bateaux, toutes voiles gonflées, s’éloignent lentement. Le roi et la reine restent sur la grève jusqu’au moment où disparaissent à l’horizon les dernières voiles.
Mais une tramontane défavorable les oblige à séjourner cinq jours au port de Mahon, sur l’île de Minorque. Les hommes sont les invités du roi Sanche. C’est là que les premières bonnes nouvelles en provenance de la Sardaigne arrivent ; on apprend que des troupes sardes, sous les ordres du juge Ugone II d’Arborea, et les premiers renforts catalans des trois navires arrivés fin mai, commandés par Guerau et Dalmau de Rocabertí, ont préparé l’arrivée sur l’île. Ils ont déjà mis le siège au pied du château de Cagliari et de la cité d'Iglesias.
La flotte repart de Mahon ; les vaisseaux du royaume de Majorque se joignent à eux : 300 vaisseaux divers (63 galères et des bateaux de transports), 15 000 hommes (infanterie et almogavares), et 3 000 cavaliers de la couronne font cap sur la Sardaigne. Le 14 juin 1323, Alphonse et ses hommes posent le pied sur la côte sud de la Sardaigne. Peu de temps après, sur la plage du golfe de Palmas, un grand nombre de nobles et de seigneurs de Sardaigne lui prêtent serment de fidélité.

## Le combat
Le château de Cagliari est aux mains des Pisans ; il est capable de résister à un long siège ; sur la mer, la flotte pisane menace également la marine catalane. Il est donc décidé de partager l’armée terrestre catalane en deux parties ; le gros des troupes se dirige vers Iglesias, pour établir le siège déjà entamé par Hugues II d’Arborea et Rocabertí ; l’autre va à Cagliari pour encercler le château ; pendant ce temps, la flotte de l’amiral Carròs surveille la mer. On débarque ainsi, en pièces détachées, les engins de guerre (catapultes et autres) et on les remonte face aux fortifications.
Le siège d’Isglesias n’est pas facile. Le premier assaut de la cité est lancé le 1er juillet 1323, mais la dureté de la lutte et les maladies diminuent les forces catalanes. L'état-major catalan craint alors que le siège se prolonge. Finalement, la ville capitule le 7 février 1324.
Pendant ce temps, Ramon de Sentmenat s’est emparé de la région de Gallura, au nord.
Alfonse se dirige alors vers Cagliari. Mais la traversée des marécages insalubres affaiblit les troupes, affectant même le roi Alfonse. Alors, les Catalans installent un campement sur une hauteur; puis bâtissent un mur d’enceinte. Ce dernier représente les fondations de la future ville de Bonaire. Les armées, à l’abri des marécages, poursuivent le siège jusqu'à l'arrivée de nouveaux renforts : dix-huit galères légères, rapides, maniables, comme l’avait conseillé l’expérimenté Ramon Muntaner.
De son côté, Pise n’abandonne pas la partie. Elle envoie, elle aussi, une puissante flotte commandée par le comte de Donartico : 40 galères et 6 000 soldats pisans et mercenaires allemands. L’épreuve s’annonce dure tant sur terre que sur mer. Le face à face s’engage le 29 février 1324, dans un lieu dit Lucocisterna, proche de Cagliari. Alfonse est à la tête de 500 cavaliers et de 2 000 almogavares ; Pise a 1 200 cavaliers et 2 000 arbalétriers.
Les Pisans sont mis en fuite, et embarquent en désordre[Où ?], mais, un grand nombre se noie dans les marais qui environnent le champ de bataille[réf. nécessaire]; le comte de Donartico, le chef de l’expédition, quoique blessé, parvient avec 500 soldats à se réfugier dans le château de Cagliari ; le reste de son armée est écrasé. Le même jour 29 février 1324, l’amiral Carròs anéantit la flotte militaire de Pise ; elle est prise, brûlée ou en fuite.
Ainsi, ce double triomphe terrestre et naval, permet au corps expéditionnaire de resserrer le siège du château de Cagliari. Installés dans leur ville en construction de Bonaire, les Catalans attendent patiemment la capitulation du château. Ils savent que ce 29 février a été une date décisive pour la domination de l’île. Au début d’avril, le roi Jacques II envoie d’autres renforts à son fils Alphonse, quatre llenys et deux gros bateaux de transport. Par contre, Pise ne peut plus ravitailler le château encerclé par les Catalans: les assiégés sont condamnés à se rendre.

## Le traité de paix
Le 19 juin 1324, le traité de paix est signé dans la tente du jeune Alphonse. Pise cède au roi d'Aragon tous les droits qu’elle a sur la Sardaigne et la Corse : villes, châteaux, villages, terres, ports, mines et salins. Les Pisans gardent cependant le château de Cagliari, à condition de rendre hommage au roi. Ils gardent aussi le droit d’aller et venir en Sardaigne et de faire du commerce. La Senyera Catalana, l'étendard royal aux quatre pals, est dressée sur le haut du clocher de l’église de Cagliari. Au nord de l’île, la ville de Sassari ouvre spontanément ses portes aux Catalans : privilèges et coutumes sont conservés. Désormais, les villes portent des noms catalans. Cagliari devient Càller ; Viladesglésias, Esglésies ; Sassari, Sàsser ; etc.
L'infant Alphonse nomme deux hauts responsables. Un gouverneur de l’île et un trésorier. Le gouverneur est Felip de Saluces, son cousin par sa grand-mère la reine Constança. Il a été le conseiller de Frederic II, roi de Sicile ; enfin, il a été marié à Sibilla de Peralta, puis une fois veuf, à Galbors de Cervera, toutes deux issues de puissantes familles catalanes ; Felip connaît donc parfaitement les problèmes de l’île et il a les appuis nécessaires. Le trésorier est Arnau de Caça ; cet homme de grande expérience, né dans l’île de Majorque, avait participé à la conquête de la Grèce avec les Almogavares ; il était proche de l'infant Ferdinand.
Après la conquête l'infant Alphonse et sa femme rentrent en Catalogne. Le 25 juillet, le couple quitte la Sardaigne. Le 1er août 1324, il débarque à Barcelone. Sur le port, près des drassanes, il est attendu par son père Jacques II, mais on note l'absence de son cousin le roi Sanche de Majorque. Le chroniqueur Ramon Muntaner décrit les festivités qui se déroulent alors : « Il y eut une grande fête à Barcelone, et dans toute la Catalogne et l'Aragon, le royaume de Valence, la Murcie, à Majorque et en Roussillon, parce que tout le monde fêtait la venue du seigneur infant et de madame l'infante ».
Quand il sera couronné roi, Alphonse, pour remercier Hugues II d’Arborée, le dispensera de lui prêter serment ; le roi lui accordera également le droit de donner des titres à ses enfants ; la plupart d’ailleurs épouseront des Catalans.

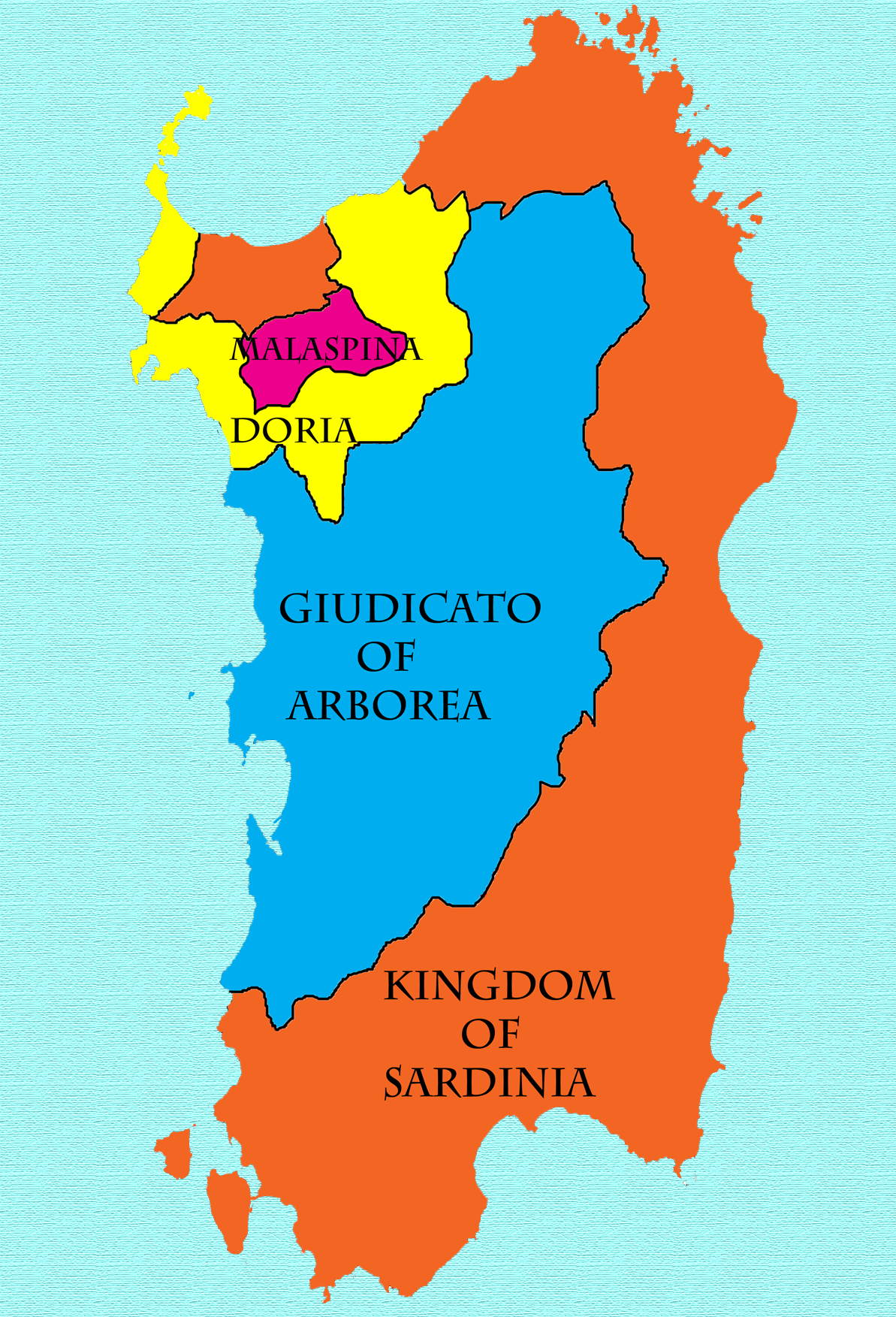
Situation politique en Sardaigne après la capitulation de Pise en juin 1326

La conquête de l'île est disputée par les républiques de Pise et de Gênes. La première bataille éclate un an après : en 1325. Le roi Jacques II envoie des renforts commandés par Bernat de Suspuglas qui s’ajoutent aux forces de l’amiral Francesc Carrós ; ils écrasent la flotte de Pise et de Savone devant Cagliari. La république de Pise est forcée de renoncer définitivement à tous ses droits sur la Sardaigne.
Jacques II nomme deux administrateurs : Berenguer de Vilaragut et Bernat Gomis pour donner à la Sardaigne les mêmes structures administratives que la Catalogne. Les quatre judicats sont supprimés ; pour instaurer la nouvelle organisation, on fait appel surtout aux Catalans ; c’est ainsi que la langue catalane devient langue officielle. Le 25 août 1327, la ville de Cagliari, conserve ses privilèges, mais les institutions de la municipalité sont calquées sur celle de Barcelone. Les Sardes peuvent bien sûr circuler dans la ville, mais ils ont interdiction de passer la nuit dans le château.
Les échanges commerciaux et culturels continuent entre l’île et les cités catalanes. En 1343, des mineurs sardes sont envoyés quelque temps en Catalogne dans les mines catalanes, pour enseigner aux Catalans leurs techniques d’extraction et de traitement de l’argent.

## Des conflits interminables
En 1347, éclate une nouvelle révolte fomentée par Gênes et Pise : le gouverneur aragonais de l’île, Guillem de Cervelló, est tué. Le roi Pierre IV envoie une flotte commandée par Bernat II de Cabrera, qui triomphe de la flotte de Gênes dans la baie de Porto Conte. En 1353, le roi lui-même, à la tête d’une flotte puissante, séjourne dans l’île ; il sait que, dans le sud, il peut compter sur Cagliari ; pour le nord, le roi décide de s’appuyer sur le petit port de l’Alguer (Alghero) ; il va donc lui donner d’énormes privilèges administratifs, commerciaux et financiers : monopole du négoce du corail, droits de pêche, escale obligatoire pour les bateaux catalans de passage, etc. Le 28 septembre 1372, le roi décide l’expulsion totale de tous les étrangers et de tous les Sardes de l’Alguer : la ville est entièrement repeuplée par des Aragonais qui rachètent, à bon prix, les maisons et les terres.
En 1376, Hug III d’Arborea, opposé aux Aragonais qu’il considère comme « les ennemis publics », s’autoproclame roi de Sardaigne ; mais peu psychologue et piètre politique, il est haï par les siens et il finit assassiné par ses proches.
En 1379, une nouvelle flotte de Gênes tente le blocus de Cagliari, mais elle est écrasée par l’amiral Gilabert de Cruïlles.
Le 26 juin 1409, à Sanluri, une bataille oppose les Sardes, les Génois et les Languedociens commandés par Guillaume II, vicomte de Narbonne, héritier de la famille d'Arborea ; de l’autre côté, il y a les troupes catalanes et un contingent de Siciliens sous les ordres du roi Martin le Jeune, fils du roi d'Aragon Martin l'Ancien. La victoire de Martin le Jeune permet à la couronne d'Aragon de reprendre le contrôle de la Sardaigne, mais le roi meurt peu de temps après..
Mais, cette bataille que l’on croyait décisive, n’a pas été la dernière ! En 1412, Léonard Cubello reprend le flambeau du vicomte de Narbonne ; assiégé à Oristany, il est battu par les forces aragonais de Pere de Torrelles. Finalement, en 1420, le roi Alphonse V achète tous ses droits sur la Sardaigne pour 100 000 florins au vicomte de Narbonne. Il convoque en 1421 un nouveau parlement, le premier tenu depuis 1355, et lui accorde une régularité des sessions. À la différence de la Sicile, la Sardaigne est intégrée dans la couronne d'Aragon et gouvernée pour le roi d'Aragon, puis le roi d'Espagne par des lieutenants ou des vice-roi souvent issus de l'aristocratie ibérique.